# Historia del azafrán

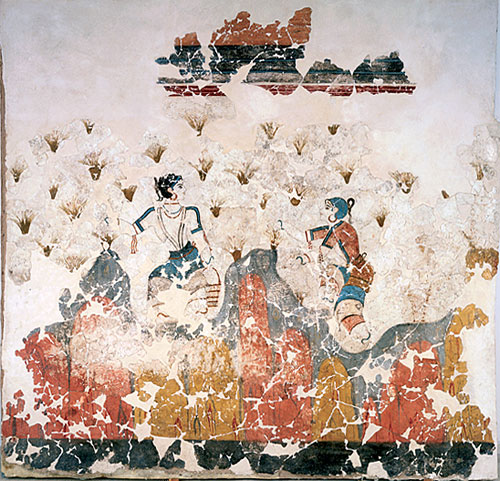
Cultivo de las flores de azafrán crocus sativus, representado por dos mujeres recolectando las flores en un fresco fragmentado de la cultura minoica procedente de la isla Santorini en el mar Egeo.

La historia del azafrán corresponde a uno de los cultivos más antiguos de la humanidad que se remonta a 3000 años y abarca diferentes culturas, continentes, y civilizaciones. El azafrán, es una especia que se obtiene de los estigmas de la flor de Crocus sativus, planta que crece hasta alcanzar poco más de 15 cm de altura. Esta especia ha permanecido a lo largo de la historia y en todo el mundo como una de las sustancias más caras (en relación con su peso). Denominada a veces como «oro rojo», su valor suele estar comparado en proporción entre cinco veces al de la vainilla y cerca de treinta veces del cardamomo. Posee un sabor amargo, una fragancia similar al heno, así como unas notas ligeramente metálicas. El azafrán se ha utilizado tanto como condimento, fragancia, tinte, y fármaco contra algunas enfermedades. Se sabe que el azafrán es nativo del sudoeste de Asia, pero fue cultivado inicialmente en Grecia.

## Características
El precursor silvestre de la versión doméstica del azafrán actual es Crocus cartwrightianus, especie que fue seleccionada de forma artificial de tal manera que los estigmas de las flores fueran anormalmente grandes. Anteriormente en la Edad de Bronce en la isla de Creta,  emergió una forma mutante procedente de las variedades C. cartwrightianus y C. sativus. El azafrán se documentó por primera vez en el siglo VII a. C. por botánicos asirios bajo diversas compilaciones realizadas en la época de Ashurbanipal. Desde entonces, la documentación del uso del azafrán se conoce por un intervalo de 4000 años, periodo en el que se incluye como aplicación el tratamiento de unas noventa enfermedades. El azafrán se fue expandiendo lentamente a través de Eurasia, alcanzando posteriormente partes del Norte de África, Norte de América y Oceanía.

## Periodo grecorromano
El azafrán jugó un importante papel en el periodo clásico grecorromano (siglo XVIII a. C. hasta el siglo III AD). En la cultura griega, la recolección del azafrán se empezó a retratar en los frescos palaciegos de la Creta minoica, en estas ilustraciones se puede ver como dos jóvenes junto con monos recolectan las flores cuidadosamente. Uno de estos frescos se encuentra localizado en el edificio "Xeste 3" en Akrotiri, sobre la isla griega de Santorini (conocida por los antiguos griegos como Thera). Los frescos de "Xeste 3" han sido datados en el período que comprende 1600-1500 a. C. Se han proporcionado otras fechas, tales como 3000-1100 a. C. y el siglo XVII a. C. En ellos aparecen un dios mitológico supervisando la monda de los estigmas para la manufactura de ciertas drogas con fines terapéuticos. Un fresco ubicado en el mismo lugar muestra como una mujer emplea el azafrán para aliviar sus pies. Estos frescos de Thera son los que representan de forma gráfica el uso botánico del azafrán como remedio medicinal casero. Sin embargo, estos dos asentamientos de la época minoica correspondientes a Thera y Akrotiri, ambos en la isla de Santorini, fueron destruidos por un devastador terremoto y su subsiguiente erupción minoica ocurrida entre el 1645 y el 1500 a. C. Tras este catastrófico evento se hundió parte de la isla bajo el agua del mar Egeo y gran parte de los cultivos de azafrán dejaron de ser relevantes en la superficie de la isla restante. Las cenizas volcánicas de aquella erupción enterraron y lograron conservar los frescos ilustrativos del cultivo del azafrán que hoy en día podemos disfrutar.

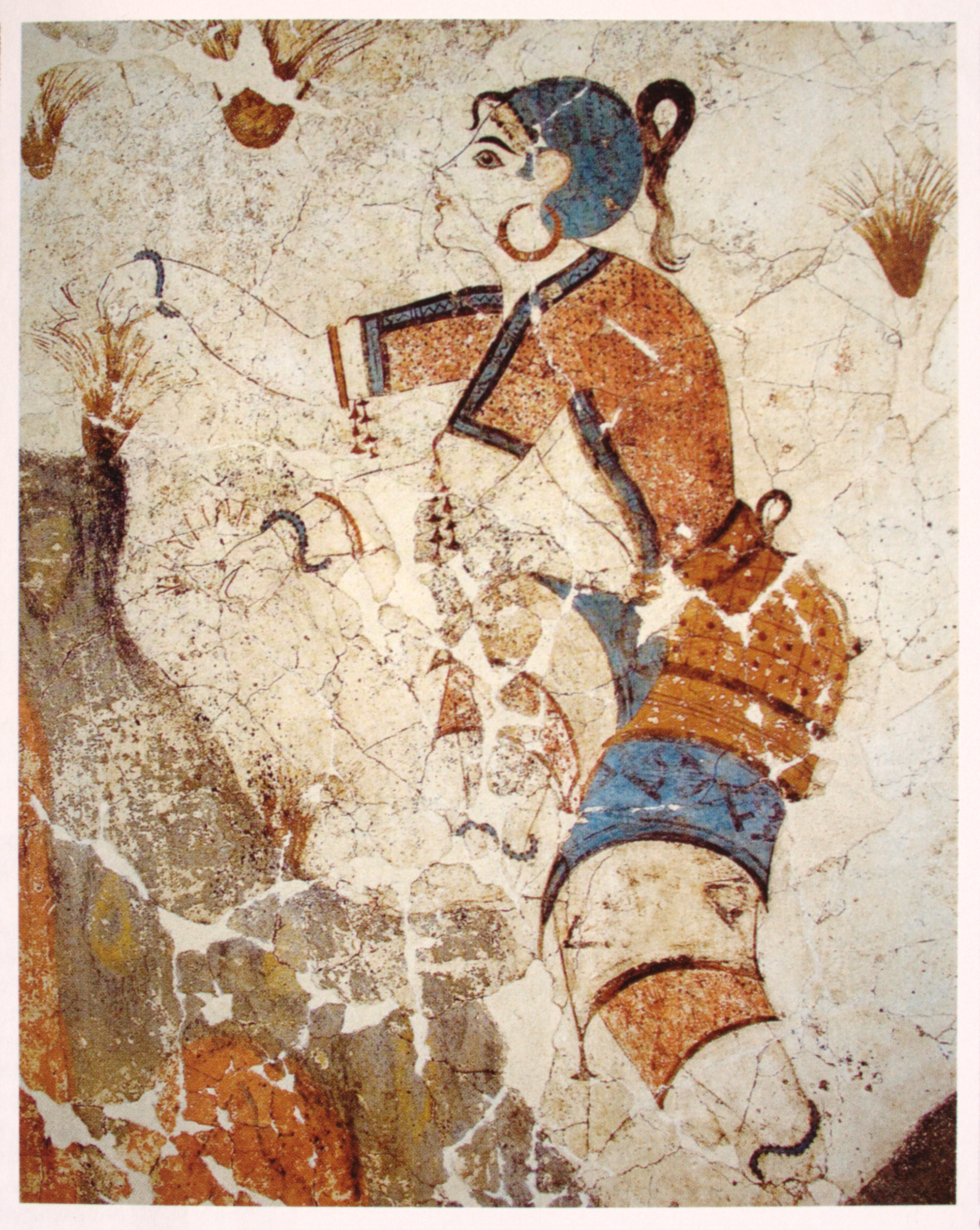
Un detalle acerca de los Recolectores de azafrán fresco procedente del edificio "Xeste 3". El fresco es uno de los pocos testigos que tenemos acerca de como se manipulaba el azafrán en la antigüedad.

Las leyendas de los antiguos griegos mencionan a navegantes y viajeros, que tras arriesgados y azarosos viajes portan paquetes de esta especia procedente de la tierra de Cilicia. Los largos viajes mencionados se hacían con la esperanza de procurar cantidades a un precio inferior. La leyenda más conocida en la cultura griega antigua que tenía al azafrán como elemento principal, es la tragedia de Crocus y Smilax narrada por Ovidio: el joven y bello Crocus se pone en marcha para perseguir a la ninfa Smilax en los bosques cercanos de Atenas. La diversión de los juegos amorosos y adulatorios suceceden, sin embargo, al poco tiempo Smilax se empieza a cansar de Crocus, lo que aumenta el deseo de Crocus de agradar sorprendiéndola, en este delirio Crocus es transformado por los dioses en una flor de colores radiantes como símbolo de la pasión de Crocus por la bella ninfa Smilax. La tragedia acerca de la especia fue retratada por Ovidio.

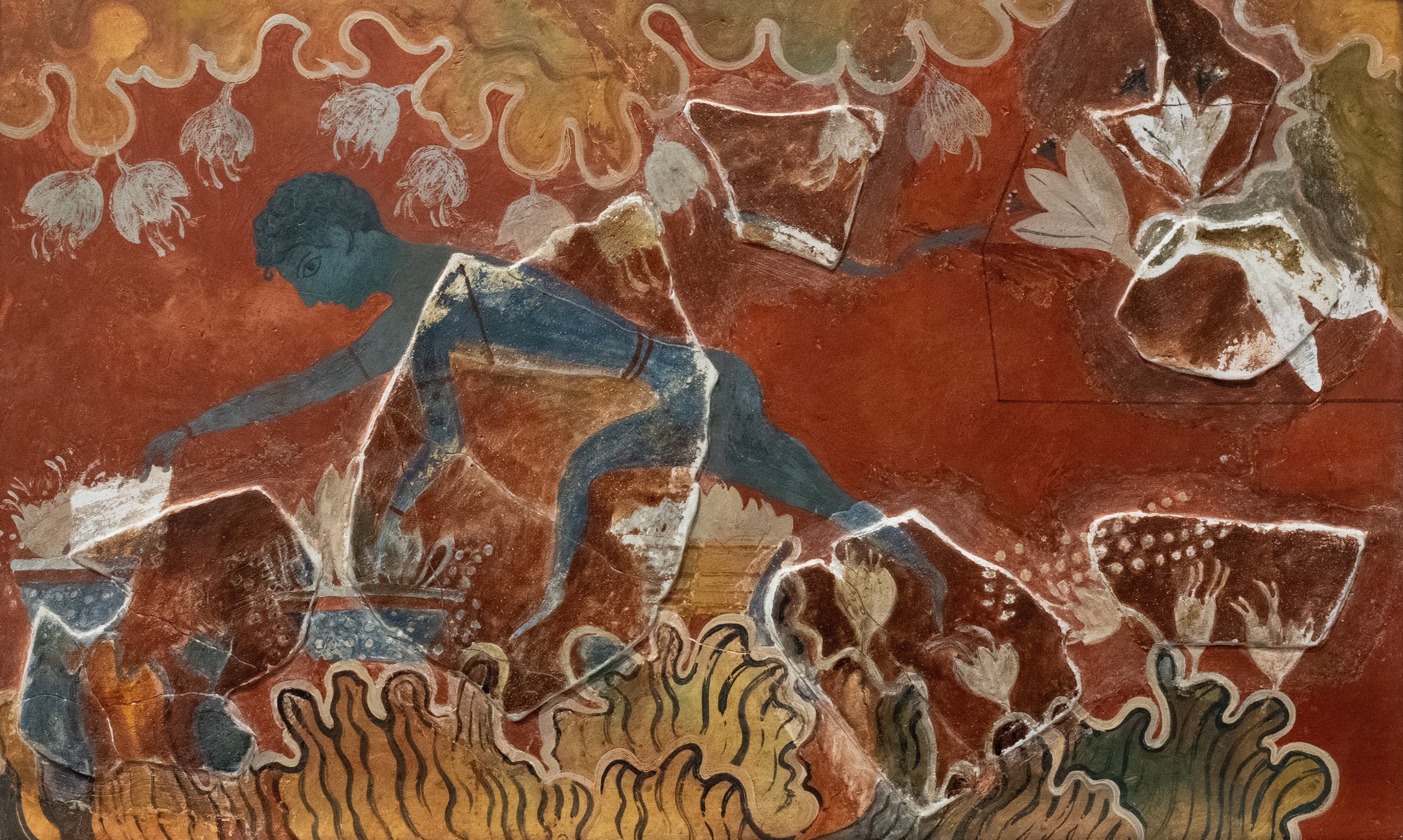
Este fresco de la cultura minoica de Cnosos, Creta en el que se representa a un hombre (figura azul) recolectando la flor del azafrán.

Las culturas que vivían en el antiguo mediterráneo empleaban el azafrán recolectado en la ciudad costera de Cilicia, denominada Soli, y era considerada como la más valiosa, particularmente en el uso de perfumes y cosméticos. Por lo tanto, las figuras de la época, tales como Heródoto y Plinio el Viejo, mencionan como rival del azafrán griego a las cantidades que provienen de los mercados Asiria y Babilonia procedente de la Creciente Fértil, siendo ésta la mejor para los tratamientos contra las molestias gastrointestinales y renales.
En la parte más tardía del Periodo Ptolemaico, Cleopatra empleó un cuarto de taza de azafrán en sus baños calientes debido a sus propiedades colorantes y cosméticas. Lo empleaba antes de los encuentros palaciegos en la creencia de que el azafrán tendría un efecto más agradable. Los médicos egipcios emplearon el azafrán como tratamiento de una variedad de enfermedades gastrointestinales. De hecho cuando el estómago dolía hasta el punto de tener una hemorragia interna, los tratamientos egipcios consistían en la elaboración de una pomada a base de semillas de azafrán molidas y mezcladas con las hojas del árbol aager, grasa de buey, coriandro y mirra. Todo el conjunto se ponía en una especie de cataplasma que era aplicada de forma externa a la superficie del cuerpo. Los 'físicos' tenían la esperanza de esta forma de expulsar la sangre a través de la boca o del recto." El aparato urinario fue también objeto de aplicabilidad medicinal durante esta época cuando se mezclaba en una emulsión con aceite que empleaba azafrán inmaduro mezclado con sus propias flores y las semillas tostadas; se hacía uso tópico sobre los hombres. Las mujeres ingerían una preparación más complicada.

## Oriente Medio

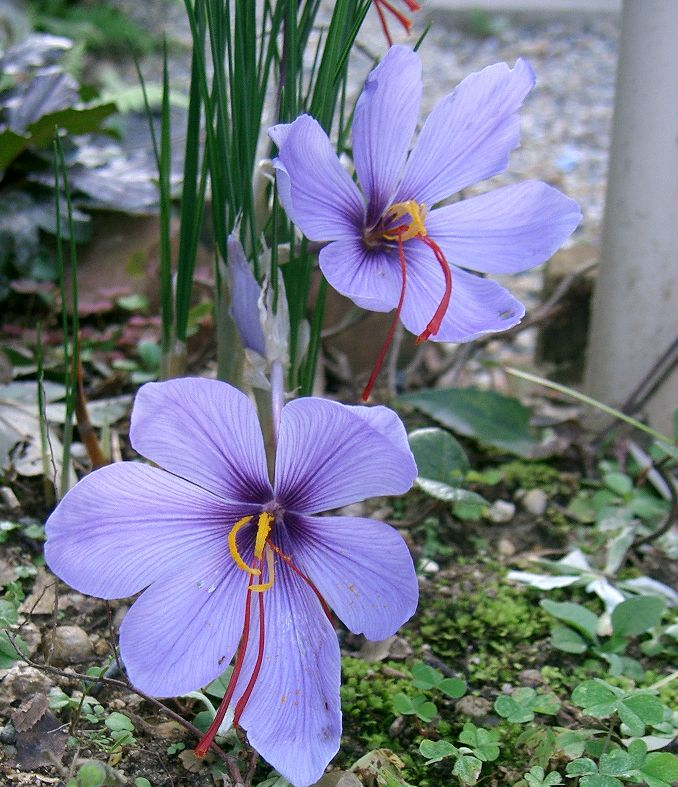
Dos flores de azafrán en la Prefectura de Osaka, Japón

Se han encontrado pigmentos basados en azafrán en algunas cuevas prehistóricas, en lo que hoy en día es territorio de Irak, en dichas cuevas se representaban algunos animales en libertad, la antigüedad de estas pinturas se ha datado en 50.000 años. Posteriormente se sabe que los sumerios emplearon el azafrán como un ingrediente en sus pócimas mágicas y remedios. A pesar de ello se sabe que los sumerios no hicieron cultivo de la flor, se dedicaban simplemente a recolectar los ejemplares silvestres en la creencia de que solo la divina intervención permitía al azafrán tener sus propiedades mágicas y medicinales. Tales evidencias proporcionan una idea del azafrán como una mercancía, transportada desde largas distancias antes del florecimiento de la cultura minoica en el segundo milenio antes de Cristo. El azafrán fue honrado como una especia olorosa durante tres milenios antes en el hebreo Tanakh.
En la antigua Persia, el azafrán (Crocus sativus 'Hausknechtii') fue cultivado en Derbena y Isfahán en el siglo X. Se han encontrado hilos de azafrán en el entretejido de algunas alfombras y objetos funerarios que datan de esta época. El azafrán fue empleado como parte del ritual de ofrenda a los dioses. Fue empleado como un colorante que proporciona un fuerte amarillo, así como perfume, y medicamento. Los hilos de azafrán se dispersaban por las habitaciones, por la cama y se tomaba en infusiones con el objeto de curar la melancolía. En realidad los hilos de azafrán se empleaban frecuentemente en la condimentación de diversos platos, aromatizar tés y era muy apreciado por los extranjeros que acudían a Persia por creer que tenía efectos narcóticos y afrodisiacos. Esta creencia generó miedo a los viajeros que una vez allí se les servían platos con azafrán. Además el azafrán se disolvía en madera de sándalo junto con agua para ser empleado como agente limpiador de la piel, y poder soportar el abrasador sol de Persia. Posteriormente, el azafrán persa fue empleado con cierto hábito por Alejandro Magno y sus tropas durante las campañas sobre Asia. Lo empleaban en la elaboración de sus tés y en los platos con arroz. Alejandro lo empleaba directamente en el agua caliente del baño en la creencia de que sanaba las heridas de guerra. Se sabe que aconsejaba esto a cada uno de los hombres que estaba bajo su mando. Los soldados griegos tomaron estos consejos como una creencia acerca de sus propiedades curativas y continuaron con su práctica cuando retornaron tras las campañas a Macedonia. El cultivo de azafrán alcanzó a la que ahora es Turquía, concentrando su cultivo en el norte de la ciudad de Safranbolu (la ciudad del azafrán); el área es conocida hoy en día por sus festivales anuales dedicados a la recolección del azafrán.

## La India y China

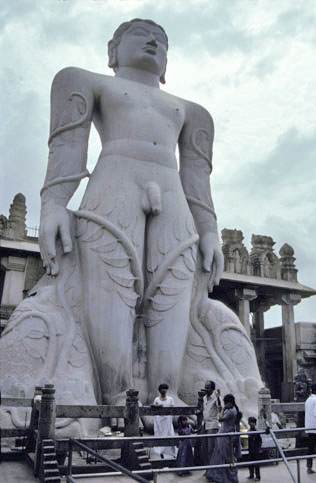
El monolito de 17,8 m que representa al profeta del Jain denominado Bhagaván Gomateshwara Bahubali, fue sacado de una excavación entre 978-993 y fue ubicado finalmente en Shravanabelagola, India, es untado con azafrán cada 12 años por millares de devotos como parte de la celebración del festival Mahamastakabhisheka.

Las descripciones acerca de la llegada del azafrán a Asia meridional y Asia central difieren. Una primera teoría menciona que los primeros contactos con la especia fueron debidos a las diversas expediciones persas a la zona. Una parte de los expertos de la historia del azafrán que defienden esta teoría sugieren que el azafrán se extendió primero sobre la India, gracias a los continuados viajes de los persas y a la exportación de sus costumbres estéticas de prepación y cultivo de jardines y parques. Otra parte atribuye la entrada del azafrán en Asia a la conquista de la zona de Cachemira y asegura que el azafrán persa provenía del cormo cachemir. En todo caso, la primera cosecha debió ocurrir en algún momento antes del 500 a. C. momento en el que llegó la nueva variedad de azafrán cachemir al comercio a lo largo de todo el imperio y de sus extensas rutas comerciales. Una vez que se empezó a vender el azafrán cachemir, se empleó en el tratamiento de la melancolía.
Por otra parte, existe una leyenda tradicional de Cachemira que indica que el azafrán llegó por primera vez en el intervalo que va desde el siglo XI hasta el siglo XII, cuando dos extranjeros y ambulantes ascetas del sufí, Khwaja Masood Wali y el jeque Shariffudin de Hazrat, vagaban por Cachemira. Los extranjeros, habiendo caído enfermos, suplicaron una curación para la enfermedad a un cacique tribal local. Cuando el cacique local mandó a un médico a curarlos, estos agradecidos le dieron un bulbo de azafrán como pago y agradecimiento a los tratamientos curativos recibidos. Hoy en día se agradece con rezos a los dos santos durante la recolección del azafrán que se cosecha durante la estación en otoño. Los santos tienen, de hecho, una capilla y una tumba abovedada con oro dedicadas al azafrán en la aldea de Pampore, India. Sin embargo, el poeta y el erudito Mohammed Yusuf Teng del Kashmiri pone en disputa esta afirmación popular. Él indica por el contrario que los cachemiras habían cultivado el azafrán por más de dos milenios antes. De hecho, tal cultivo era indígena de la zona y se refiere en las epopeyas del tántra cachemir de la época.
En la antigua China budista, la vinaya (orden monástica) Mula-Sarvastivadin tiene otras evidencias de la llegada del azafrán a la India. De acuerdo con la leyenda, un arhat (misionero budista del siglo V a. C.) de origen indio enviado desde Cachemira y de nombre Madhyântika (o Majjhantika) menciona que llevó las primeras hebras de azafrán. Desde aquí, el azafrán se expandió por todo el subcontinente indio. Se empleó como ingrediente en la elaboración de comidas, el azafrán se remojaba en agua para adquirir un color amarillento y de esta forma ser empleado como tinte. Tal fue la admiración de las gentes por el azafrán, que inmediatamente, tras la muerte de Buddha Siddhartha Guatama sus monjes decidieron emplear el color del azafrán como el color oficial de sus túnicas y abrigos.
Algunos historiadores dicen que el azafrán se introdujo procedente de China con las tribus mongoles que invadieron Persia. El azafrán se menciona en algunos textos médicos chinos, incluyendo la vasta farmacopea Bencao Gangmu (Gran herbal) (pp. 1552-78), un tomo datado alrededor de 1600 a. C. (y atribuido a emperador Shen-Ung) que llega a documentar miles de fármacos fitoquímicos para el tratamiento de diferentes enfermedades. Incluso en el siglo III los chinos se refieren al azafrán como un producto de procedencia cachemir. Por ejemplo, Wan Zhen, un experto chino en medicina, menciona que «El hábitat natural para el azafrán es Kashmir, donde la gente lo cultiva principalmente para ser ofrecido a Buddha.» Wan también se refiere a como se empleaba el azafrán en este tiempo: «La [flor crocus] se marchita durante pocos días, y por esta razón se recolecta enseguida. Se valora debido a su color amarillo uniforme. Puede ser empleada para aromatizar el vino».

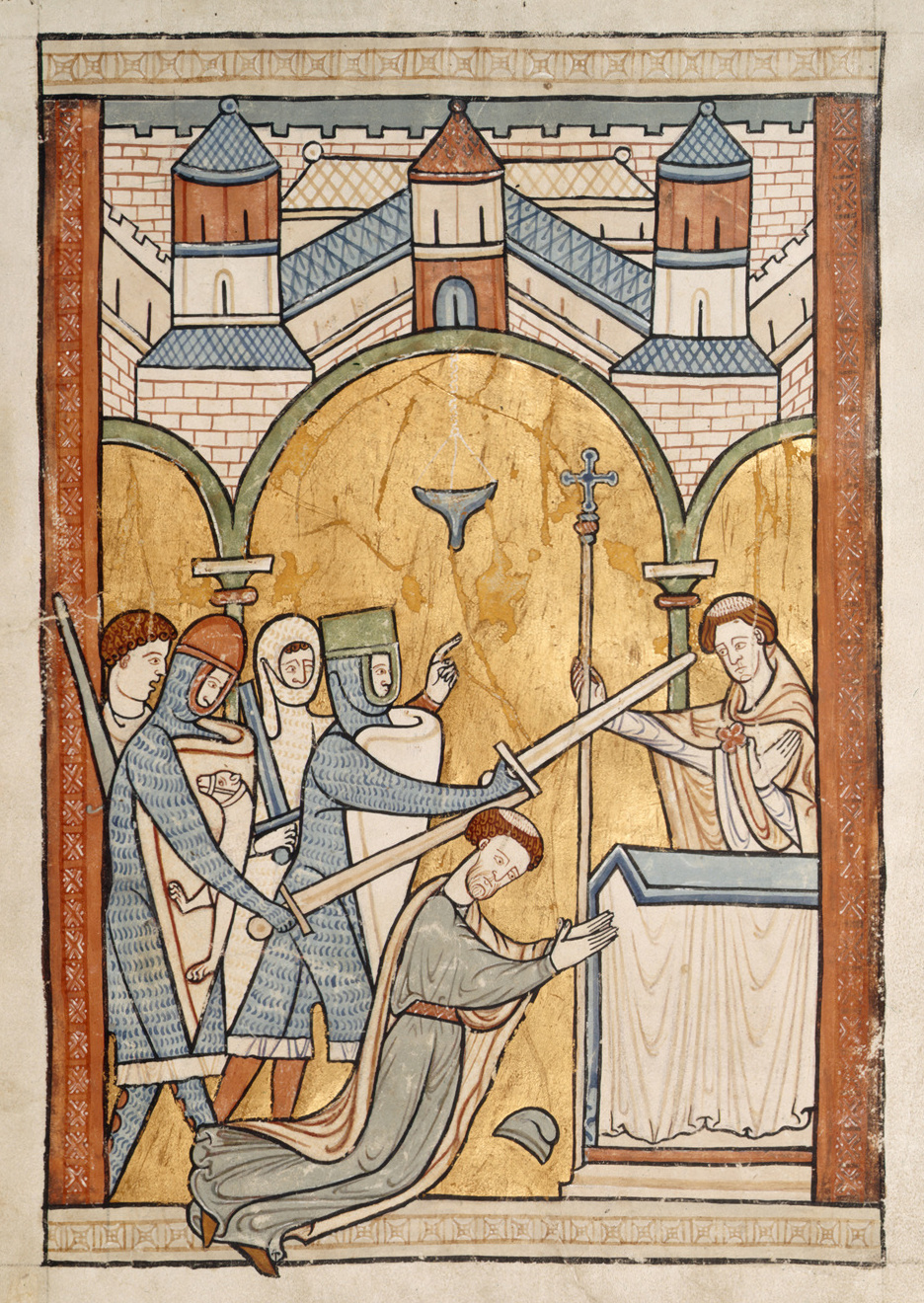
Un manuscrito iluminado europeo de origen medieval, procedente del siglo XIII en el que se representa el asesinato de arzobispo de Canterbury Thomas Becket, en el que se emplea el azafrán como colorante natural, para proporcionar el amarillo y naranja.

En la actualidad, el cultivo del azafrán se ha difundido por algunas zonas como Afganistán debido principalmente a los esfuerzos de la Unión Europea para promover el cultivo de la flor de azafrán entre las zonas más pobres y poder así obtener un ingreso económico legal, frente al cultivo que prolifera de opio. El esfuerzo que se realiza sobre esta zona es debido en parte a las condiciones climáticas de sol y temperatura, que le convierten en ideal para el crecimiento de la flor.

## Periodo europeo posclásico
El cultivo en Europa se vio interrumpido y empezó a decaer con la caída del Imperio romano. Durante varios siglos después de este evento, el cultivo del azafrán era raro o inexistente a lo largo del territorio de Europa. La situación cambió cuando las tribus árabes entraron desde el norte de África dando lugar al establecimiento y expansión del al-Ándalus en el sur de España y partes de Francia y sur de Italia. Una de las teorías menciona que el azafrán fue reintroducido en Europa alrededor de la región de Poitiers tras la famosa batalla de Poitiers en la que se encontraba Carlos Martel en el año 732 comandando un ejército de francos contra las tropas árabes que pretendían asentarse en el sur de Francia. Dos siglos después de la conquista de España, los musulmanes empezaron a plantar de nuevo el azafrán al sur de las provincias de Andalucía, Castilla, La Mancha (donde aún hoy existe la denominación de origen específica Azafrán de La Mancha), y Valencia.
Cuando la peste negra azota a Europa entre el año 1347 y 1350, curiosamente la demanda del azafrán así como su cultivo se incrementó de forma súbita, debido en parte a que fue un remedio medicinal muy codiciado por las víctimas de la plaga, así que muchos de los cultivadores se esforzaron con gran rendimiento en mejorar su plantación. Grandes cantidades de hebras de azafrán fueron importadas de países no europeos. Además no era posible lograr en Europa las hebras de alta calidad que provenían de los países musulmanes debido en parte al conflicto que representaban las cruzadas. De esta forma las importaciones realizadas desde lugares como la isla de Rodas abastecían a la parte central y septentrional de Europa. El azafrán durante esta época fue uno de los motivos de hostilidad de las clases más pudientes hacia los cada vez más ricos comerciantes. Por ejemplo, la "Guerra del azafrán" que duró catorce semanas fue iniciada cuando se supo que una mercancía de 360 kg había sido robada por la nobleza. La carga de azafrán, que había sido destinada a la ciudad suiza de Basilea, hoy en día con los precios de mercado actuales hubiera sido valorada en más que 500 000 USD. El barco que transportaba la mercancía retornó a finalmente a sus dueños, no obstante este suceso no evitó la piratería realizada sobre las rutas que transportaban la mercancía de azafrán durante gran parte del siglo XIII. De hecho, los piratas que campaban a sus anchas por las aguas del mar Mediterráneo no hacían caso a los almacenes de oro existentes y preferían hacer sus incursiones sobre el transporte de las mercancías que navegaban rumbo a los mercados de Venecia y de Génova. Los habitantes de Basilea, temerosos de tal piratería futura en sus fronteras, se dedicaron a plantar su propio azafrán. Tras varios años de buenas cosechas y bastante lucrativas, Basilea se volvió extremadamente próspera llegándose a poder comparar con otras ciudades europeas de la época. Basilea procuró proteger su estado prohibiendo el transporte de crocus fuera de las fronteras de la ciudad; denominaron a protectores especiales y mercenarios que les ayudaran a evitar que se robasen flores procedentes de la cosecha o que se perjudicara la cosecha de azafrán. Sin embargo, a pesar de los muchos cuidados, tras diez años la cosecha empezó a fallar, y Basilea abandonó el cultivo.

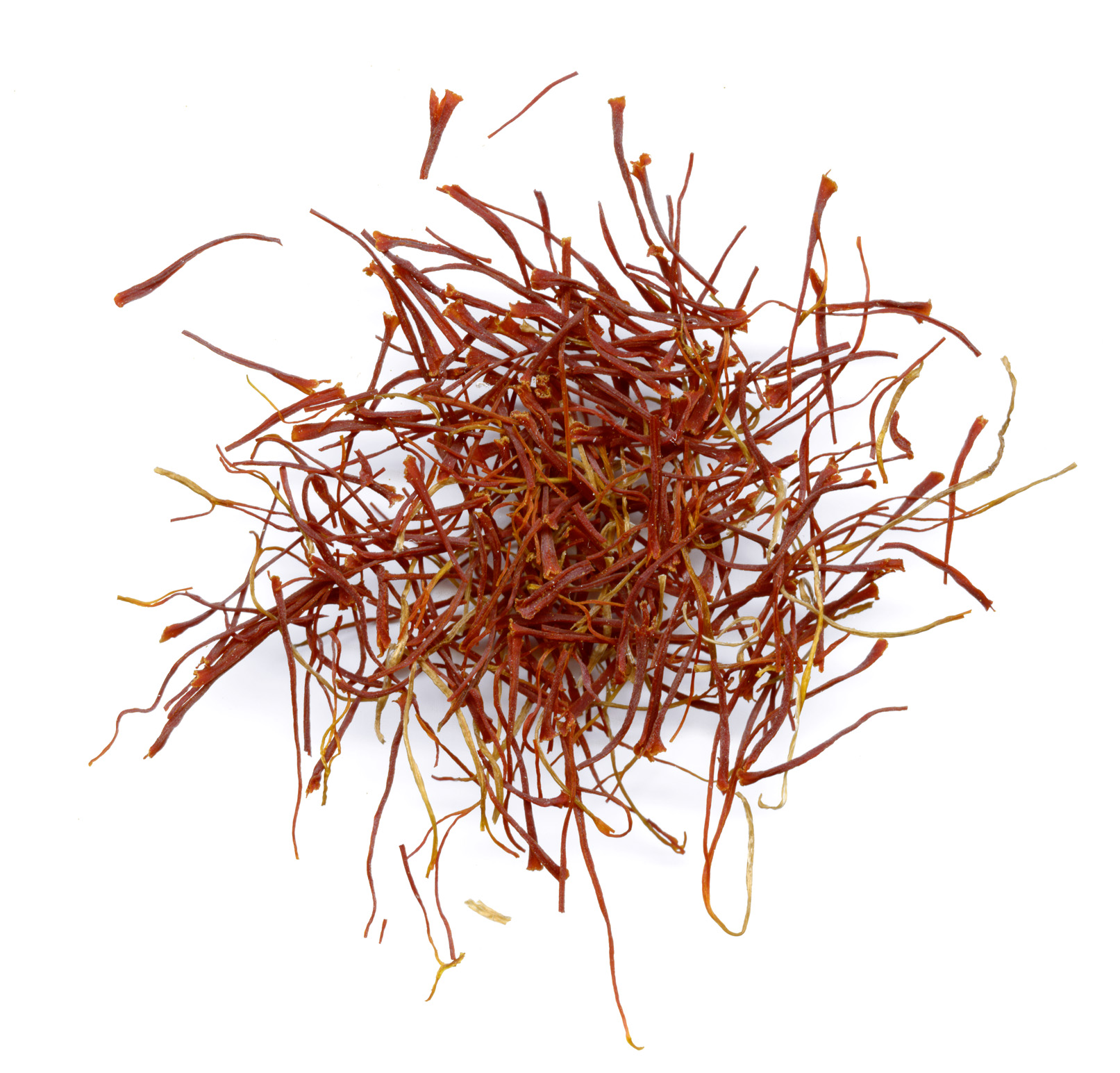
Hebras de azafrán procedentes de Irán.

El centro de comercialización europea de azafrán se desplazó entonces a la ciudad alemana de Núremberg, mientras los mercantes de Venecia continuaban dominando el mercado en el mar mediterráneo. En estos lugares se comercializaba el azafrán de diferentes orígenes de Austria, Creta, Francia, Grecia, el Imperio otomano, Sicilia y España. Es fácil de entender que se vendiera entre todas estas mercancías material adulterado, incluyendo aquel azafrán que estaba remojados en miel, en pétalos de caléndula, o guardados en celdas húmedas para aumentar el peso de las hebras. Estas actividades ilegales hicieron que se alertara a las autoridades de Núremberg y pronto se reguló su comercio con lo que se denominaba código Safranschou, cuyo fin era el de regular el comercio y distribución de esta especia. Las adulteraciones realizadas sobre el azafrán fueron penadas y ejecutadas por immolación. Poco después Inglaterra emergió como uno de los mayores productores europeos de azafrán. El azafrán, de acuerdo con una leyenda, se propagó sobre las costas del oeste de Inglaterra en el siglo XIV durante el reinado de Eduardo III gracias a un peregrino trajo un bulbo de azafrán oculto en el bastón hueco que portaba desde Oriente a la Ciudad de Walden. Allí se plantó el bulbo y comenzó a reproducirse dando a la ciudad gran prosperidad. Durante estos años el azafrán fue cultivado con éxito a lo largo del territorio de Inglaterra. Algunas ciudades como: Norfolk, Suffolk y en el sur de Cambridgeshire donde se cultivaba una variedad con grandes estigmas. Rowland Parker proporciona ejemplos de cultivo en la villa de Foxton durante los siglos XVI y XVII, «dedicaba la gente una pequeña porción de su cultivo; un acre plantado podría proporcionar cerca de 6 libras (esterlinas), haciendo una buena cosecha un cultivador podía llevar una buena vida».
Sin embargo, el cultivo realizado en Inglaterra a lo largo del tiempo fue disminuyendo hasta la pequeña producción que ha sobrevivido y que se realiza en los alrededores del condado de Essex. De hecho el nombre de la ciudad de Saffron Walden tomó el nombre de su famoso cultivo de azafrán, siendo además un centro de comercio importante en el norte de Europa. Su nombre original fue Cheppinge Walden y el nombre de la ciudad cambió con el objeto de mostrar la importancia de este cultivo y comercio; en la actualidad el blasón de la ciudad muestra una flor de Crocus sativus. Con el advenimiento del puritanismo en la Edad Media el empleo de otras especias dejó relegado el azafrán en la cocina inglesa, los seguidores del puritanismo favorecieron el empleo de platos más austeros y simples sin el empleo de especias. El cultivo del azafrán se vio afectado por esta nueva corriente. El influjo de otras especias exóticas que entraron en los mercados europeos provenientes de Asia de las rutas marítimas a la India hicieron que el uso del azafrán fuera considerado cada vez menos importante a la hora de ser empleado en la elaboración de platos tradicionales.
Esta tendencia a emplear cada vez menos el azafrán fue posteriormente documentada por el reverendo William Herbert, que fue el deán de Mánchester. Herbert se dedicó a recopilar ejemplos e información de muchos aspectos del cultivo y de la historia de la flor de azafrán. Dedicó tiempo de su vida y pareció estar preocupado por los motivos de su cada vez menor uso en la cocina europea del siglo XVII y su abandono casi total en el periodo posterior de la revolución Industrial. Esto fue debido principalmente a la introducción en Europa de nuevas especies culinarias tales como el maíz y la patata, que empezaron a desplazar el área cultivada para el azafrán. Además, las clases sociales que consumían el azafrán ahora empezaban a interesarse en las nuevas especies que venían del Nuevo Mundo como el chocolate, el café, el té y la vainilla. Hoy en día solo en el sur de Francia, Italia y España, se continúa empleando el azafrán debido a que su uso está profundamente incorporado en las tradiciones culturales de las poblaciones de estos países.

## Norteamérica

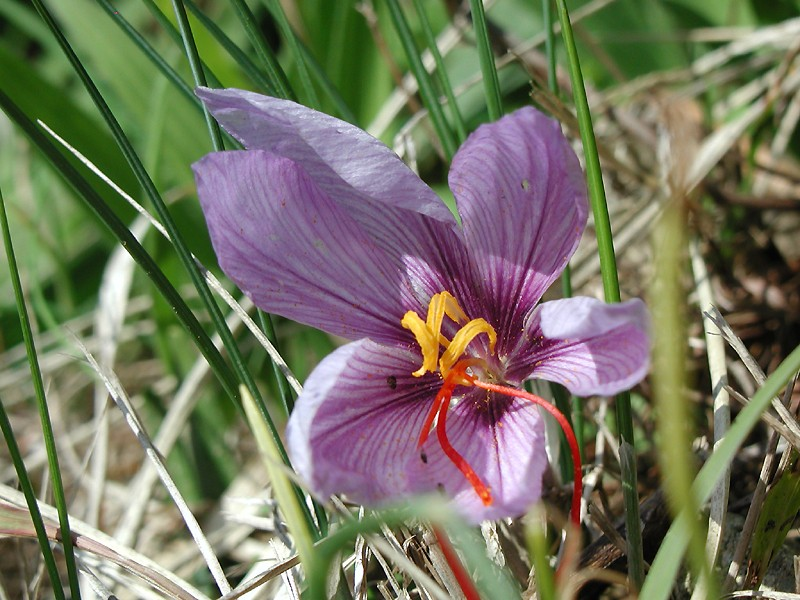
Una flor del azafrán

El azafrán hizo su camino a las Américas cuando miles de alsacianos, alemanes, y suizos anabaptistas, Dunkards y otros practicantes de religiones europeas perseguidas emigraron allí. Gran parte de ellos se asentaron en el oeste de Pensilvania, en el valle del río Susquehanna. Estos colonos fueron los fundadores de lo que se denominaría más tarde el alemán de Pensilvania, es muy posible que por el año 1730 ya hubiera cultivos de azafrán por primera vez en América.